# 연창 (북위)
연창(延昌)은 중국 북위(北魏) 선무제(宣武帝)의 네 번째 연호이다. 512년 4월에서 515년까지 3년 9개월 동안 사용하였다. 515년 정월에 선무제의 뒤를 이어 즉위한 효명제(孝明帝)가 남은 11개월 동안 이어서 사용하였으며, 516년에 개원하였다.
같은 시기에 사용된 다른 연호로는 양(梁)에서 사용한 천감(天監 : 502년 ~ 519년)이 있다.

## 개원
영평(永平) 5년 4월 25일(512년 5월 26일)에 연창(延昌)으로 개원함.

## 연대대조표
| 연창                | 원년            | 2년        | 3년        | 4년        |
| 서력                | 512년           | 513년      | 514년      | 515년      |
| 육십간지 (六十干支) | 임진(壬辰)      | 계사(癸巳) | 갑오(甲午) | 을미(乙未) |
| 양 (梁)             | 천감(天監) 11년 | 12년       | 13년       | 14년       |

## 삭일(1일)
| 연창 원년 (512년) | 1월             | 2월             | 3월             | 4월             | 5월             | 6월             | 7월             | 8월             | 9월             | 10월            | 11월            | 12월            |                 |
| ----------------- | --------------- | --------------- | --------------- | --------------- | --------------- | --------------- | --------------- | --------------- | --------------- | --------------- | --------------- | --------------- | --------------- |
| 삭일(음력)        | 임진일 (壬辰日) | 임술일 (壬戌日) | 신묘일 (辛卯日) | 신유일 (辛酉日) | 경인일 (庚寅日) | 경신일 (庚申日) | 기축일 (己丑日) | 기미일 (己未日) | 무자일 (戊子日) | 무오일 (戊午日) | 정해일 (丁亥日) | 정사일 (丁巳日) |                 |
| 율리우스력        | 512년 2월 3일   | 3월 4일         | 4월 2일         | 5월 2일         | 5월 31일        | 6월 30일        | 7월 29일        | 8월 28일        | 9월 26일        | 10월 26일       | 11월 24일       | 12월 24일       |                 |
| 연창 2년 (513년)  | 1월             | 2월             | 윤2월           | 3월             | 4월             | 5월             | 6월             | 7월             | 8월             | 9월             | 10월            | 11월            | 12월            |
| 삭일(음력)        | 병술일 (丙戌日) | 병진일 (丙辰日) | 을유일 (乙酉日) | 을묘일 (乙卯日) | 갑신일 (甲申日) | 갑인일 (甲寅日) | 갑신일 (甲申日) | 계축일 (癸丑日) | 계미일 (癸未日) | 임자일 (壬子日) | 임오일 (壬午日) | 신해일 (辛亥日) | 신사일 (辛巳日) |
| 율리우스력        | 513년 1월 22일  | 2월 21일        | 3월 22일        | 4월 21일        | 5월 20일        | 6월 19일        | 7월 19일        | 8월 17일        | 9월 16일        | 10월 15일       | 11월 14일       | 12월 13일       | 514년 1월 12일  |
| 연창 3년 (514년)  | 1월             | 2월             | 3월             | 4월             | 5월             | 6월             | 7월             | 8월             | 9월             | 10월            | 11월            | 12월            |                 |
| 삭일(음력)        | 경술일 (庚戌日) | 경진일 (庚辰日) | 기유일 (己酉日) | 기묘일 (己卯日) | 무신일 (戊申日) | 무인일 (戊寅日) | 정미일 (丁未日) | 정축일 (丁丑日) | 병오일 (丙午日) | 병자일 (丙子日) | 병오일 (丙午日) | 을해일 (乙亥日) |                 |
| 율리우스력        | 514년 2월 10일  | 3월 12일        | 4월 10일        | 5월 10일        | 6월 8일         | 7월 8일         | 8월 6일         | 9월 5일         | 10월 4일        | 11월 3일        | 12월 3일        | 515년 1월 1일   |                 |
| 연창 4년 (515년)  | 1월             | 2월             | 3월             | 4월             | 5월             | 6월             | 7월             | 8월             | 9월             | 10월            | 11월            | 12월            | 윤12월          |
| 삭일(음력)        | 을사일 (乙巳日) | 갑술일 (甲戌日) | 갑진일 (甲辰日) | 계유일 (癸酉日) | 계묘일 (癸卯日) | 임신일 (壬申日) | 임인일 (壬寅日) | 신미일 (辛未日) | 신축일 (辛丑日) | 경오일 (庚午日) | 경자일 (庚子日) | 기사일 (己巳日) | 기해일 (己亥日) |
| 율리우스력        | 515년 1월 31일  | 3월 1일         | 3월 31일        | 4월 29일        | 5월 29일        | 6월 27일        | 7월 27일        | 8월 25일        | 9월 24일        | 10월 23일       | 11월 22일       | 12월 21일       | 516년 1월 20일  |

## 같이 보기
- 중국의 연호

| 이전 연호 영평(永平) | 중국의 연호 북위(北魏) | 다음 연호 희평(熙平) |